# Gravidade artificial
A gravidade artificial é um conceito antigo, tendo começado no final do século XIX, quando Konstantin Tsiolkovsky, considerado por muitos o pai do programa espacial russo, percebeu que o corpo humano pode não responder bem à queda livre de orbitais, ou seja, um voo espacial. Para resolver esse problema, ele propôs que as estações espaciais fossem giradas para criar acelerações centrípetas que pudessem fornecer carga inercial semelhante à carga gravitacional terrestre. Einstein, mais tarde, mostrou em seu princípio de equivalência que a aceleração é realmente indistinguível da gravidade. Posteriormente, outros indivíduos notáveis, incluindo cientistas como Werner von Braun, bem como artistas como Arthur C. Clarke e Stanley Kubrick, conceberam soluções elaboradas para girar veículos para fornecer "gravidade artificial" que compensaria as consequências fisiológicas desfavoráveis do voo espacial.
Em 1959, as preocupações sobre as respostas humanas, até então, desconhecidas aos voos espaciais levaram a NASA a considerar a necessidade de incorporar a gravidade artificial em seus primeiros veículos espaciais humanos. De antemão, devido em parte às durações relativamente curtas das missões planejadas, a gravidade artificial não foi usada nos primeiros programas da NASA. É possível aprender com essas primeiras missões que os humanos podem tolerar curtos períodos de zero gravidade, mas permaneceu o medo e as incertezas de que exposições mais longas levariam a efeitos mais profundos e que, eventualmente, um limite de exposição seria alcançado, além do qual a saúde, a segurança e o desempenho da tripulação pode ser comprometido a ponto de colocar tripulantes individuais ou missões inteiras em risco inaceitável. Portanto, ao longo da década de 1960, a NASA patrocinou muitos fóruns para debater a necessidade da gravidade artificial em missões de voos espaciais tripulados de longa duração.
Durante a década de 1970, aprendemos com o programa Skylab que os humanos podiam tolerar muitas semanas de exposição a gravidade zero sem atingir nenhum limite desfavorável. Durante as últimas duas décadas, aprendemos com os programas da Mir e da ISS que contramedidas específicas do sistema (por exemplo, exercícios resistidos e acrobáticos surgiram) podem fornecer proteção fisiológica moderadamente bem-sucedida para missões de seis meses em órbita baixa da Terra (LEO). recentemente, as pesquisas da NASA se voltaram para destinos mais distantes, concentrando-se primeiro em estadias de longa duração na Lua e passando para missões de 1000 dias a Marte ou outros locais bem além do LEO.

## Histórico
A noção de criar um substituto para a gravidade através da centrifugação foi introduzida cedo na concepção da viagem espacial humana. Konstantin Tsiolkovski, o influente visionário espacial russo, discutiu a ideia em 1911, e seus conceitos foram retomado 50 anos depois por Sergei Koroliov, que projetou um sistema de amarração flexível para o Missões tripuladas Voskhod. No entanto, nunca foi construído. Uma proposta detalhada de engenharia para uma estação de gravidade artificial foi apresentada em 1927, um total de 50 anos antes do lançamento do primeiro satélite. Quando Von Braun descreveu sua visão da exploração espacial em 1953, ele incluiu um grande toro rotativo para lidar com ausência de peso. A popularização da gravidade artificial, no entanto, é atribuível à comunidade de ficção científica. O grande filme 2001: Um Espaço de Clarke e Kubrick Odyssey apresentou uma versão idealizada da vida no espaço, livre de problemas de saúde e os efeitos negativos geralmente associados à passagem da rotação para o as partes estacionárias da estação. Em 1965, testes preliminares em um raio curto centrífuga mostrou pela primeira vez que os indivíduos que foram descondicionados pelo repouso no leito poderiam ser protegido contra descondicionamento cardiovascular por centrifugação periódica. A experiência com gravidade artificial no espaço tem sido bastante limitada. As primeiras tentativas de testar a gravidade artificial foi amarrando uma espaçonave Gemini a um foguete Agena foram inconclusivos e quase levou ao desastre quando o bico do propulsor ficou preso no Gemini 8, enviando o par de veículos espaciais em uma rotação incontrolável. A centrífuga de 2,5 metros de raio em a Estação Espacial Internacional deve dar a oportunidade de examinar a adequação de vários níveis da gravidade artificial na proteção durante o voo espacial.

## Fornecimento de gravidade artificial
Em princípio, a gravidade artificial pode ser fornecida por vários meios. Um impulso contínuo em um foguete que acelera uma espaçonave a meio caminho de Marte geraria uma gravidade artificial igual a o nível de aceleração. A gravidade artificial impulsiva intermitente seria imposto a um astronauta que salta para frente e para trás entre dois trampolins opostos ou mesmo entre duas paredes estacionárias em uma espaçonave. No entanto, o termo gravidade artificial é geralmente reservado para uma espaçonave rotativa ou uma centrífuga dentro da espaçonave. Todo objeto estacionário dentro da centrífuga é forçado a se afastar do eixo de rotação em direção ao ‘‘piso’’ externo por uma força proporcional à massa do objeto, sua distância do centro de rotação e o quadrado do ângulo velocidade do aparelho.

## Efeitos no corpo humano
Por vários anos, Malcolm Cohen, chefe do Departamento de Pesquisa de Informações Humanas, lidera um projeto científico onde pessoas são colocadas em uma roda, que gira ininterruptamente por 22 horas, com o intuito de descobrir os efeitos da gravidade artificial no corpo humano. Segundo ele, sob ação da estranha gravidade, o coração tem que mudar o modo como opera, bombeando mais rápido e trabalhando mais para mandar sangue até o cérebro. Isso pode causar tonturas e, em casos extremos, desmaios. Através destes testes, espera-se aprender se a resposta do coração pode ser condicionada. Talvez se os astronautas fossem expostos a doses controladas de hipergravidade antes do lançamento e da reentrada, ele pudessem ser capazes de tolerar altas forças G melhor dos que as outras pessoas.
A NASA se interessa pelo projeto porque não é apenas a microgravidade que os astronautas experimentam no espaço. Eles ficam expostos a hipergravidade também: além de 3.2-G no lançamento e 1.4-G na reentrada.

### Vivendo em um ambiente sem gravidade
A exposição prolongada dos seres humanos a um ambiente sem gravidade pode levar a uma perda significativa de massa óssea e muscular. Um mal condicionamento cardiovascular e sensório-motor e alterações hormonais. Essas mudanças adaptativas à ausência de peso representam um significativo obstáculo para a exploração humana do espaço. particularmente para missões que exigem tempos de viagem de vários meses ou mais, como em uma viagem a Marte. Contramedidas que abordam o cache desses sistemas fisiológicos separadamente mostraram apenas um sucesso limitado. Um possível remédio para essa situação é a gravidade artificial, porque influencia todos esses sistemas em geral.

### Padrões médicos para voos espaciais
O voo espacial humano ocorre em um ambiente austero, remoto e fisiologicamente desafiador, com provisão médica severamente limitada por considerações de ações, peso, volume e a mistura de habilidades disponíveis da tripulação. Além disso, representa um ambiente em que a incapacitação de um indivíduo com um papel crítico em uma missão pode ameaçar a saúde e a segurança de toda a tripulação. O método mais bem sucedido de mitigação contra os riscos fisiológicos significativos impostos pelo voo espacial está na prevenção adequada através da triagem. Portanto, as normas médicas para o voo espacial têm tradicionalmente desempenhado um papel importante. O objetivo é selecionar quaisquer condições médicas preexistentes que possam ameaçar a segurança da tripulação ou os objetivos da missão. As normas médicas para o voo espacial devem ser consideradas em relação ao perfil pretendido e ao papel do indivíduo dentro da tripulação mais ampla.

### Padrões médicos para astronautas profissionais
Os padrões são mais rigorosos para astronautas do que para aviadores profissionais. As exclusões para condições são:
1. Pode causar incapacitação aguda (por exemplo, doença arterial coronariana, pedras renais, epilepsia).[4]
2. Pode interagir com o ambiente espacial ou sistemas de suporte à vida (por exemplo, doença pulmonar bolhosa ou asma, dessa forma, sendo incompatíveis com mergulho subaquático ou caminhadas espaciais).[4]
3. São incompatíveis com uma missão espacial de longa duração (por exemplo, pode ser necessário excluir condições crônicas estáveis que requerem medicação regular).[4]

### Efeitos iniciais da implantação no ambiente espacial
Microgravidade refere-se ao ambiente de quase ausência de peso associado ao voo espacial. Ela surge como consequência do movimento de queda livre do veículo à medida que orbita a Terra ou viaja pelo espaço em uma trajetória balística. O corpo humano sofre profundas mudanças em resposta à microgravidade. A maioria é benéfica e ajuda na adaptação ao ambiente espacial, mas algumas são mal adaptadas. O efeito mais imediatamente perceptível é a perturbação sensorial envolvendo o sistema vestibular. No geral, 60% a 80% dos astronautas experimentam síndrome de adaptação espacial nos três primeiros dias (por exemplo, náusea, palidez e vômito). As estratégias consistem predominantemente em evitar manobras provocativas na cabeça e adiar atividades críticas durante os primeiros dias no espaço. Para futuros voos comerciais de curta duração, os indivíduos podem fazer tratamento profilático para minimizar o risco de serem afetados. O medicamento. I.M. promethazine (usada para prevenir e tratar náuseas e vômitos relacionados a certas condições (como antes ou depois da cirurgia e enjoo de movimento) tem se mostrado um tratamento eficaz. A mudança fisiológica mais visível é a redistribuição do fluido corporal da parte inferior para a parte superior do corpo, resultante da eliminação do carregamento gravitacional experimentado na Terra, isso se manifesta como o chamado "rosto inchado" associado ao edema facial e volume reduzido da perna dando a aparência característica de "pernas de frango". Acompanhando a mudança de fluido, o volume de plasma reduz em 10% a15%, à medida que os fluidos intravasculares se deslocam para o espaço extracelular devido ao aumento da permeabilidade capilar.  Esta hipovolemia relativa, juntamente com a sensibilidade reduzida dos baroreflexos contribui significativamente para a intolerância ortostática experimentada pela maioria dos astronautas no retorno a um ambiente de 1 G.

### Voo espacial de maior duração
A maior exposição humana contínua à microgravidade até o momento é de 438 dias. No entanto, a grande maioria de nossa experiência em voo espacial envolve durações de voo medidas em dias e semanas, em vez de meses e anos. Os desafios da implantação a longo prazo terão que ser devidamente enfrentados para facilitar as missões de classe de exploração. Dois dos efeitos mais importantes a considerar são o aumento da exposição à radiação e alterações fisiológicas causadas pela microgravidade.

## Utilizações
Viagens mais fáceis ao espaço não são o único potencial benefício. Aqui na Terra, hipergravidade pode ser usada para treinar atletas, simulando um ambiente em que os exercícios pudessem ser conduzidos para obter mais benefícios em tempo mais curto. Pessoas que sofrem de atrofia muscular poderiam exercitar seus músculos de maneira mais efetiva.
Força centrífuga pode ser a chave também para longas viagens espaciais. Isso porque a microgravidade causa a deterioração do corpo de diversas formas: baixo condicionamento cardiovascular, perda de massa muscular, perda da densidade óssea e uma série de outros problemas. Gravidade artificial poderia prevenir tudo isso e centrifugação é uma maneira plausível de gerar gravidade artificial, do mesmo modo em que é demonstrado no filme 2001: Uma Odisséia no Espaço (1968), no filme Elysium(2013), no filme Interestelar(2014) e no filme Perdido em Marte(2015).